# انجمن زنان دانمارک

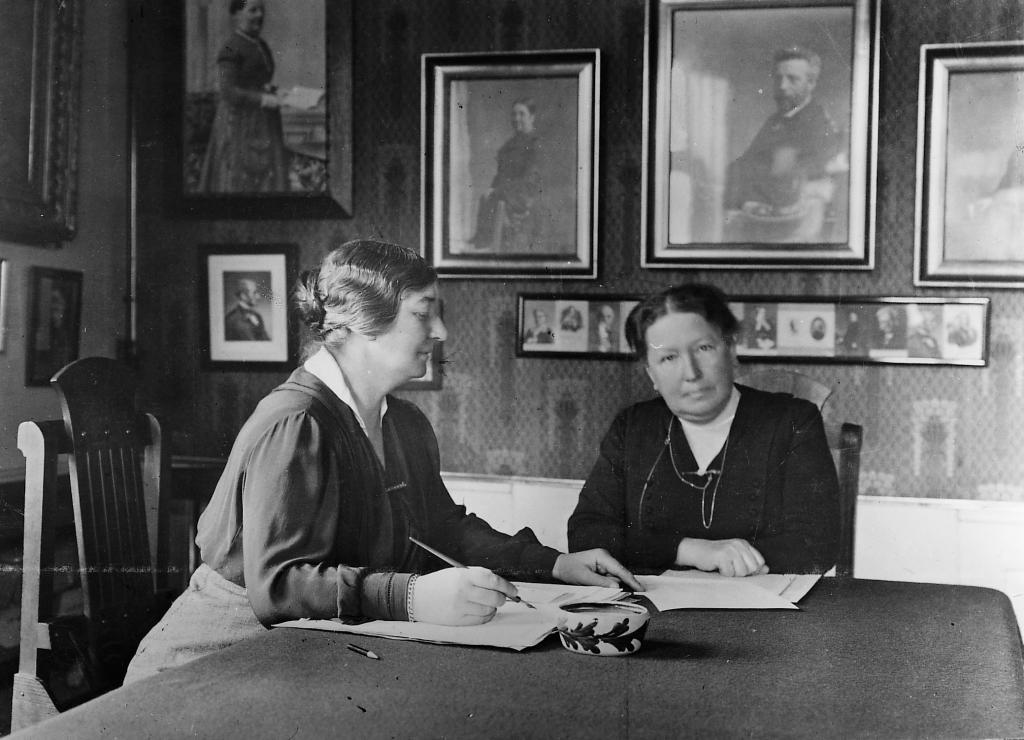
جولی آرنهولت و گیریت لمچه در سال ۱۹۲۲ که هر دو سرپرست انجمن زنان دانمارک بودند.

انجمن زنان دانمارک یا DWS (دانمارکی: Dansk Kvindesamfund) قدیمی‌ترین سازمان حقوق زنان در دانمارک است. این انجمن در سال ۱۸۷۱ توسط ماتیلد بایر، کنشگر اجتماعی، و همسرش فردریک بایر تأسیس شد. فردریک نماینده پارلمان و برنده جایزه صلح نوبل در سال ۱۹۰۸ بود. این انجمن مدافع فمینیسم لیبرال فراگیر، اینترسکشنال و مترقی است و از حقوق همهٔ زنان و دختران و حقوق دگرباشان دفاع می‌کند. این انجمن قدیمی‌ترین مجلهٔ زنان جهان با نام زن و جامعه که در سال ۱۸۸۵ تأسیس شد را منتشر می‌کند. انجمن زنان دانمارک عضو اتحاد بین‌المللی زنان و یکی از انجمن‌های خواهر انجمن حقوق زنان نروژ و انجمن حقوق زنان ایسلند است.

## تاریخچه
این سازمان که در سال ۱۸۷۱ تأسیس شد، از عضویت ماتیلد بایر در شاخهٔ محلی انجمن بین‌المللی زنان سوئیس در نروژ و علاقهٔ همسرش به رهایی زنان الهام گرفته است. انجمن زنان پس از تأسیس بر آن شد تا از زنان طبقهٔ متوسط به‌شکلی سازمان‌یافته حمایت کند و از ابتدا به هیچ حزب سیاسی وابسته نبود. این سازمان تلاش کرد تا وضعیت معنوی و اقتصادی زنان را ارتقا بخشد، آنها را مستقل‌تر کند و زمینه‌های بهتری برای خوداشتغالی آنان فراهم کند. در ابتدا، تأکید این سازمان بر دسترسی زنان به تحصیل و اجازه دادن به زنان متأهل برای دسترسی به منابع مالی خود بود.

### ۱۸۷۱–۱۹۰۶

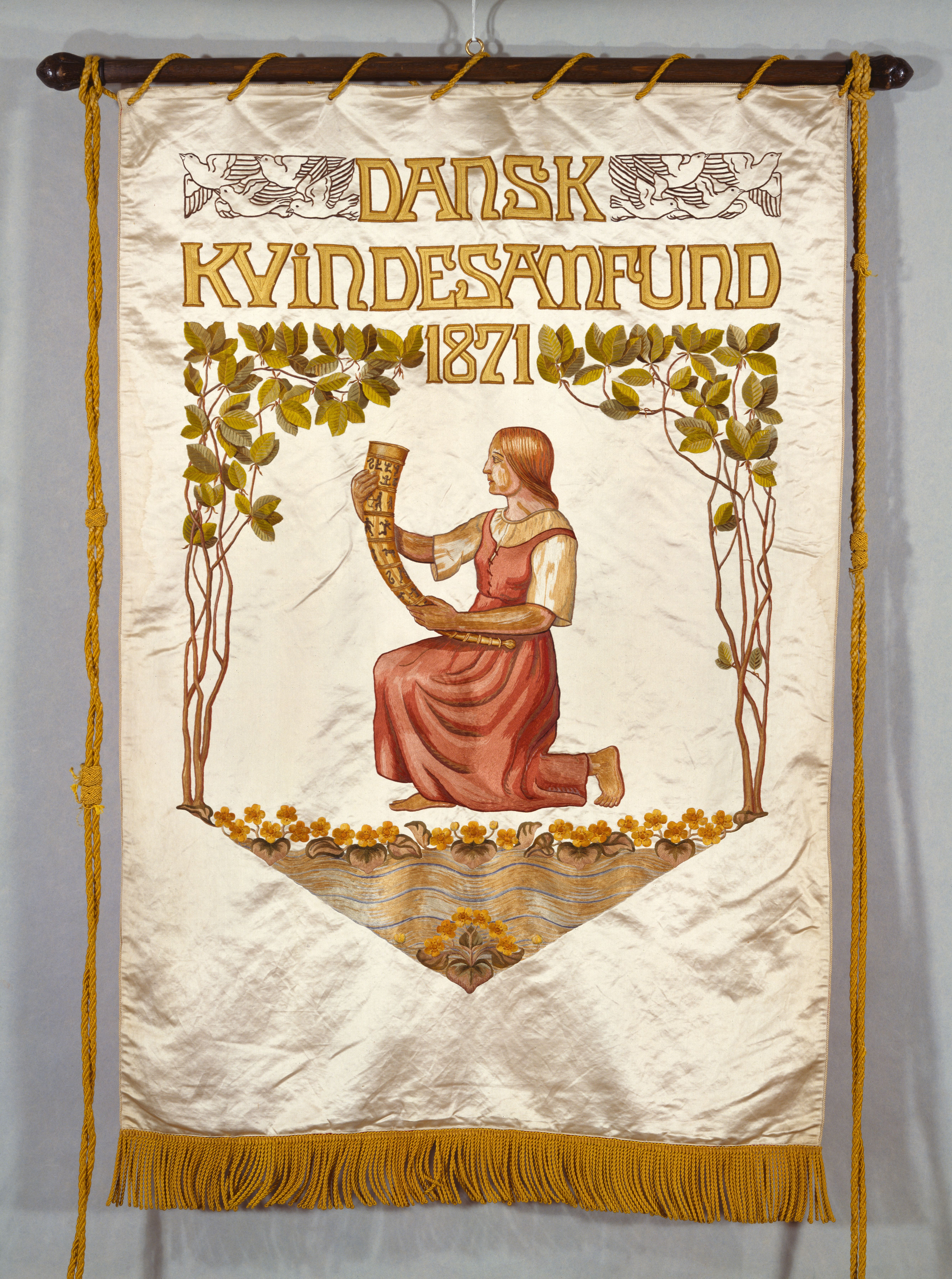
بنر انجمن زنان دانمارک، ۱۸۸۷

در سال ۱۸۷۲، انجمن زنان دانمارک یک مدرسهٔ آموزشی به نام مدرسهٔ بازرگانی انجمن زنان دانمارک را برای زنان افتتاح کرد. پس از آن نیز در سال ۱۸۷۴ یک مدرسهٔ آخرهفته‌ای با نام مدرسهٔ یکشنبه برای زنان برای زنان شاغل، و در سال ۱۸۹۵ یک مدرسهٔ هنر زنان با نام آموزشگاه نقاشی برای زنان را پایه‌گذاری کرد.

### ۱۹۰۶–۱۹۴۰
از سال ۱۹۰۶، توجه‌ها به حق رأی زنان معطوف شد. این موضوع منجر به اعمال تغییراتی در قانون اساسی در سال ۱۹۱۵ شد که به زنان حق رأی دادن در انتخابات ریگزداگ یا پارلمان ملی را می‌داد. پس از آن نیز توجه بیشتر به برابری شغلی و بهبود شرایط عمومی برای زنان و کودکان معطوف شد. در سال ۱۹۱۹، این موضوع منجر به تصویب قوانینی شد که حقوق زنان در خدمات دولتی را بهبود بخشید و در سال ۱۹۲۱ به برابری دسترسی زنان و مردان به مناصب عمومی منجر شد.
در فاصلهٔ بین دو جنگ جهانی، اقداماتی برای جلوگیری از اخراج زنان باردار در بخش دولتی انجام شد و درخواست اصلاحاتی برای فراهم کردن امکان زایمان برای زنان باردار و در نتیجه جلوگیری از سقط جنین صادر شد. در نتیجهٔ این اقدامات، مراکز کمک به مادران (mødrehjælpsinstitutioner) در سراسر کشور دانمارک راه‌اندازی شد.

### ۱۹۴۰–۱۹۵۰
پس از اشغال دانمارک توسط آلمان، انجمن زنان دانمارک به تأسیس خدمات اورژانس زنان دانمارک که سازمانی بود که به دفاع مدنی و آمادگی اختصاص داشت، و مراقبت‌های پزشکی و تخلیهٔ مکان‌ها در طول بمباران و حملات نظامی را پوشش می‌داد، کمک کرد. در آن دوره توجه بیشتری به مشکلات زنان بیکار و مشکلات اجتماعی زنان مجرد معطوف شد.
پس از انتخابات ۱۹۴۳ که بر اساس آن تنها دو زن به عضویت فلکتین انتخاب شدند، تلاش‌هایی برای تشویق به افزایش نمایندگان انجام شد. اقدامات برای فراخواندن زنان کشیش منجر به اصلاحات قانونی در سال ۱۹۴۷ شد.

### ۱۹۵۰–۱۹۷۰
در دهه‌های ۱۹۵۰ و ۱۹۶۰، دغدغهٔ اصلی متمرکز بر سیاست‌های اجتماعی، به‌ویژه سیاست‌های مرتبط با مادران مجرد بود. همچنین از زنان خانه‌دار و بازآموزی زنانی که برای مدتی بیکار بوده‌اند نیز حمایت می‌شد. علاوه بر این، درخواست‌هایی نیز برای تأسیس مهدکودک‌های بیشتر ارائه شد.

## سیاست‌ها

### حقوق ال‌جی‌بی‌تی
انجمن زنان دانمارک از حقوق ال‌جی‌بی‌تی نیز حمایت می‌کند. این انجمن اعلام کرده است که همجنس‌گراهراسی و تراجنسیت‌هراسی را بسیار جدی می‌گیرد و این که «از همهٔ طرح‌هایی که حقوق همجنس‌گرایان و تراجنسیتی‌ها را ترویج می‌کنند حمایت» می‌کند و «جنبش ال‌جی‌بی‌تی‌کیوای را متحدانی نزدیک در مبارزه علیه نابرابری [می‌بیند] و با هم برای جامعه‌ای که جنسیت و گرایش جنسی فرد را محدود نمی‌کند، مبارزه» می‌کنند.

## رؤسا
رؤسای انجمن زنان دانمارک در طول سال‌های فعالیت آن تاکنون به شرح زیر است:
- ماتیلد بایر (۱۸۷۱)
- سورین کیس (۱۸۷۱–۱۸۷۲)
- کارولین تست‌من (۱۸۷۲–۱۸۸۳)
- ماری روسینگ (۱۸۸۳–۱۸۸۷)
- کریستین فردریکسن (۱۸۸۷–۱۸۹۴)
- یوتا بوژن-مولر (۱۸۹۴–۱۹۱۰)
- ماری رایزینگ راسموسن (۱۹۱۰–۱۹۱۲)
- استرید استمپ فدرسن (۱۹۱۲–۱۹۱۸)
- جولی آرنهالت (۱۹۱۸–۱۹۲۱)
- گیریث لمچه (۱۹۲۱–۱۹۲۲)
- کارن هسل (۱۹۲۲–۱۹۲۴)
- الیزا پترسن (۱۹۲۴–۱۹۳۱)
- ماری هیلمر (۱۹۳۱–۱۹۳۶)
- ادل سونته (۱۹۳۶–۱۹۴۱)
- آندریا هدگارد (۱۹۴۱–۱۹۴۳)
- اینگرید لارسن (۱۹۴۳–۱۹۴۷)
- مارگریت پترسن (۱۹۴۷–۱۹۴۸)
- ارنا سورنسن (۱۹۴۸–۱۹۵۱)
- هان بوتز (۱۹۵۱–۱۹۵۶)
- کارن راسموسن (۱۹۵۶–۱۹۵۸)
- لیس گروس (۱۹۵۸–۱۹۶۴)
- اینگر ویلفرد (۱۹۶۳–۱۹۶۶)
- ناتالی لیند (۱۹۶۶–۱۹۶۸)
- اوا همر هانسن (۱۹۶۸–۱۹۷۱)
- گریت مونک (۱۹۷۱–۱۹۷۴)
- گریت فنگر مولر (۱۹۷۴–۱۹۸۱)
- جیت ثوربک (۱۹۸۱–۱۹۸۳)
- هله یارلموس (۱۹۸۳–۱۹۸۷)
- لنه پیند (۱۹۸۷–۱۹۹۱)
- بنیث استیگ (۱۹۹۱–۱۹۹۳)
- بریتا فوگد (۱۹۹۳–۱۹۹۵)
- لنی پرسون (۱۹۹۵–۱۹۹۹)
- کارن هالبرگ (۱۹۹۹–۲۰۱۱)
- لیزا هولمفورد (۲۰۱۱–اکنون)